# PB63 Lady 2016-2017
Questa voce raccoglie le informazioni riguardanti la PB63 Lady nelle competizioni ufficiali della stagione 2016-2017.

## Stagione
La stagione 2016-2017 della PB63 Lady Battipaglia, sponsorizzata Treofan è la terza che disputa in Serie A1 femminile.
La presentazione ufficiale della squadra è avvenuta il 29 agosto 2016.
Il 6 aprile durante i play-out viene esonerato il capo allenatore Massimo Riga, sostituito dal suo vice Francesco Dragonetto.

## Verdetti stagionali
Competizioni nazionali
- Serie A1:

stagione regolare: 11º posto su 12 squadre (4-18);
play-out: vince la finale contro Spezia (3-1).
- Coppa Italia:

Primo turno perso contro Napoli.

## Roster
Numerazione tratta dal sito ufficiale.
|    | Naz.                   | Ruolo | Sportivo                 | Anno | Alt. |  |        |
| -- | ---------------------- | ----- | ------------------------ | ---- | ---- |  | ------ |
| 4  | Italia (bandiera)      | PG    | Marida Orazzo            | 1994 | 178  |  | (cap.) |
| 5  | Italia (bandiera)      | A     | Clara Chicchisiola       | 1999 | 183  |  |        |
| 6  | Italia (bandiera)      | P     | Rachele Porcu            | 1997 | 165  |  |        |
| 7  | Italia (bandiera)      | A     | Salimata Diop            | 1998 | 180  |  |        |
| 8  | Italia (bandiera)      | P     | Costanza Verona          | 1999 | 170  |  |        |
| 9  | Italia (bandiera)      | PG    | Stefania Trimboli        | 1996 | 178  |  |        |
| 10 | Italia (bandiera)      | A     | Elisa Policari           | 1997 | 184  |  |        |
| 11 | Stati Uniti (bandiera) | G     | Brooque Williams         | 1989 | 175  |  |        |
| 12 | Italia (bandiera)      | A     | Valeria Trucco           | 1999 | 191  |  |        |
| 13 | Svezia (bandiera)      | C     | Danielle Hamilton-Carter | 1990 | 191  |  | [ 7 ]  |
| 14 | Italia (bandiera)      | A     | Giara Diouf              | 1997 | 180  |  |        |
| 15 | Italia (bandiera)      | G     | Elena Vella              | 2000 | 175  |  |        |
| 16 | Italia (bandiera)      | A     | Marilù Sapienza Salerno  | 1999 | 179  |  | [ 8 ]  |
| 18 | Romania (bandiera)     | C     | Florina Pașcalău         | 1982 | 193  |  | [ 9 ]  |
| 19 | Italia (bandiera)      | C     | Francesca Fabbricini     | 1999 | 189  |  |        |
| 20 | Italia (bandiera)      | P     | Chiara Pastena           | 1999 | 175  |  |        |
| 21 | Cuba (bandiera)        | C     | Clenia Noblet            | 1998 | 169  |  | [ 10 ] |
| 22 | Italia (bandiera)      | C     | Olbis Futo Andrè         | 1998 | 186  |  |        |
| 31 | Grecia (bandiera)      | A     | Katerina Sōtīriou        | 1984 | 186  |  |        |
| 73 | Italia (bandiera)      | P     | Luisa Rauti              | 1998 | 169  |  |        |

## Mercato

### Sessione estiva
Rinnovo con un triennale per il capo allenatore Massimo Riga; riconfermate il capitano Marida Orazzo, la playmaker Stefania Trimboli, l'ala Valeria Trucco, la pivot Olbis Futo Andrè, la società ha inoltre effettuato i seguenti trasferimenti:
| Acquisti | Acquisti              | Acquisti           | Acquisti   |
| R.       | Nome                  | da                 | Modalità   |
| -------- | --------------------- | ------------------ | ---------- |
| A        | Clara Chicchisiola    | Giants Marghera    | definitivo |
| P        | Rachele Porcu         | Reyer Venezia      | definitivo |
| P        | Costanza Verona       | Verga Palermo      | definitivo |
| A        | Elisa Policari        | Virtus Albano      | definitivo |
| G        | Brooque Williams      | Arras              | definitivo |
| G        | Elena Vella           | Bull Basket Latina | definitivo |
| C        | Clenia Noblet Salazar | Maranhao Basquete  | definitivo |
| A        | Katerina Sōtīriou     | Pall. Torino       | definitivo |

| Cessioni | Cessioni               | Cessioni            | Cessioni       |
| R.       | Nome                   | a                   | Modalità       |
| -------- | ---------------------- | ------------------- | -------------- |
| PG       | Dionea Di Donato       | -                   | fine contratto |
| A        | Marzia Tagliamento     | Famila Schio        | definitivo     |
| P        | Valentina Bonasia      | Azzurra Orvieto     | definitivo     |
| A        | Annalaura Patera       | Libertas Bologna    | fine contratto |
| AC       | Kourtney Treffers      | Ślęza Breslavia     | fine contratto |
| PG       | Francesca Romana Russo | S. Salv. Selargius  | fine contratto |
| GA       | Elena Ramò             | Bonfiglioli Ferrara | fine contratto |
| G        | Asia Symone Boyd       | Tarbes              | fine contratto |
| C        | Reshanda Gray          | Dike Napoli         | fine contratto |
| A        | Lucrezia Costa         | UMBC Retrievers     | fine contratto |

### Sessione autunnale-invernale
| Acquisti | Acquisti                 | Acquisti    | Acquisti   |
| R.       | Nome                     | da          | Modalità   |
| -------- | ------------------------ | ----------- | ---------- |
| C        | Florina Pașcalău         | San Martino | definitivo |
| C        | Danielle Hamilton-Carter | Lulea BBK   | definitivo |

| Cessioni | Cessioni                | Cessioni | Cessioni                |
| R.       | Nome                    | a        | Modalità                |
| -------- | ----------------------- | -------- | ----------------------- |
| C        | Clenia Noblet Salazar   | -        | rescissione consensuale |
| A        | Marilù Sapienza Salerno | -        | rescissione             |
| C        | Florina Pașcalău        | -        | rescissione consensuale |

## Risultati

### Campionato

#### Play-out
| Arbitri: | Gianluca Gagliardi (Napoli) Silvia Marziali (Edolo) Elena Colazzo (Galatina) |

|                    |          |              |
| Hamilton-Carter 14 | Punti    | 26 De Pretto |
| Sōtīriou 4         | Assist   |              |
| Hamilton-Carter 10 | Rimbalzi | 13 Březinová |

| Arbitri: | Nicola Beneduce (Caserta) Christian Mottola (Milano) Michela Padovano (Corato) |

|            |          |               |
| Verona 20  | Punti    | 15 Premasunac |
| Williams 2 | Assist   | 5 Striulli    |
| Trucco 8   | Rimbalzi | 10 Premasunac |

| Arbitri: | Claudio Di Toro (Roma) Duccio Maschio (Firenze) Veronica Restuccia (Messina) |

|              |          |                   |
| Striulli 17  | Punti    | 24 Williams       |
| De Pretto 11 | Rimbalzi | 5 Andrè, Sōtīriou |

| Arbitri: | Alessio Fabiani (Firenze) Valentina Del Monaco (San Felice a Cancello) Umberto Tallon (Motta di Livenza) |

|              |          |                       |
| Březinová 12 | Punti    | 16 Sōtīriou, Williams |
| Benić 6      | Rimbalzi | 10 Williams           |

### Coppa Italia

#### Primo turno
| Arbitri: | Angelo Caforio (Brindisi) Damiano Capozziello (Brindisi) Veronica Restuccia (Messina) |

|                    |          |             |
| Gray 32            | Punti    | 22 Williams |
| Cinili, González 5 | Assist   |             |
| Gray 20            | Rimbalzi | 8 Williams  |

## Statistiche

### Statistiche di squadra
| Competizione | Punti | In casa | In casa | In casa | In casa | In casa | In trasferta | In trasferta | In trasferta | In trasferta | In trasferta | Totale | Totale | Totale | Totale | Totale | Totale |
| Competizione | Punti | G       | V       | P       | Ptf     | Pts     | G            | V            | P            | Ptf          | Pts          | G      | V      | P      | Ptf    | Pts    | Diff.  |
| ------------ | ----- | ------- | ------- | ------- | ------- | ------- | ------------ | ------------ | ------------ | ------------ | ------------ | ------ | ------ | ------ | ------ | ------ | ------ |
| Serie A1     | 8     | 11      | 3       | 8       | 633     | 786     | 11           | 1            | 10           | 678          | 796          | 22     | 4      | 18     | 1311   | 1582   | -271   |
| Play-out     |       | 2       | 1       | 1       | 113     | 113     | 2            | 2            | 0            | 117          | 93           | 4      | 3      | 1      | 230    | 206    | +24    |
| Coppa Italia |       | -       | -       | -       | -       | -       | 1            | 0            | 1            | 60           | 91           | 1      | 0      | 1      | 60     | 91     | -31    |
| Totale       | 8     | 13      | 4       | 9       | 746     | 899     | 14           | 3            | 11           | 855          | 980          | 27     | 7      | 20     | 1601   | 1879   | -278   |

### Andamento in campionato
| Giornata  | 1  | 2  | 3  | 4  | 5  | 6  | 7  | 8  | 9  | 10 | 11 | 12 | 13 | 14 | 15 | 16 | 17 | 18 | 19 | 20 | 21 | 22 |
| --------- | -- | -- | -- | -- | -- | -- | -- | -- | -- | -- | -- | -- | -- | -- | -- | -- | -- | -- | -- | -- | -- | -- |
| Luogo     | T  | C  | T  | C  | C  | T  | C  | T  | T  | C  | T  | C  | T  | C  | T  | T  | C  | T  | C  | C  | T  | C  |
| Risultato | P  | P  | P  | P  | P  | P  | P  | P  | V  | V  | P  | P  | P  | V  | P  | P  | P  | P  | P  | V  | P  | P  |
| Posizione | 12 | 12 | 11 | 12 | 12 | 12 | 12 | 12 | 11 | 11 | 11 | 11 | 11 | 11 | 11 | 11 | 11 | 11 | 11 | 11 | 11 | 11 |

Legenda:

Luogo: C = Casa; T = Trasferta. Risultato: V = Vittoria; N = Pareggio; P = Sconfitta.

### Statistiche delle giocatrici
Campionato (stagione regolare e play-out) e Coppa Italia
| Giocatrice               | Partite | Partite | Partite | Pun | Min. | Falli | Falli | Tiri da 2 | Tiri da 2 | Tiri da 2 | Tiri da 3 | Tiri da 3 | Tiri da 3 | Tiri Liberi | Tiri Liberi | Tiri Liberi | Rimbalzi | Rimbalzi | Rimbalzi | Stopp. | Stopp. | Palle | Palle | Ass | Val. | Val.  | A+dP |
| Giocatrice               | Pr      | PG      | SF      | Pun | Min. | C     | S     | R         | T         | %         | R         | T         | %         | R           | T           | %           | O        | D        | T        | D      | S      | P     | R     | Ass | Lega | OER   | A+dP |
| ------------------------ | ------- | ------- | ------- | --- | ---- | ----- | ----- | --------- | --------- | --------- | --------- | --------- | --------- | ----------- | ----------- | ----------- | -------- | -------- | -------- | ------ | ------ | ----- | ----- | --- | ---- | ----- | ---- |
| Brooque Williams         | 26      | 26      | 26      | 501 | 951  | 60    | 127   | 153       | 331       | 46,2      | 30        | 106       | 28,3      | 105         | 138         | 76,1        | 49       | 128      | 177      | 4      | 15     | 121   | 67    | 28  | 421  | 2,88  | -26  |
| Katerina Sōtīriou        | 27      | 27      | 26      | 282 | 907  | 69    | 71    | 70        | 178       | 39,3      | 36        | 147       | 24,5      | 34          | 52          | 65,4        | 32       | 136      | 168      | 15     | 5      | 71    | 68    | 32  | 254  | 1,37  | 29   |
| Costanza Verona          | 27      | 27      | 6       | 147 | 431  | 39    | 23    | 43        | 92        | 46,7      | 15        | 56        | 26,8      | 16          | 21          | 76,2        | 14       | 40       | 54       | 2      | 4      | 55    | 27    | 20  | 80   | 3,57  | -8   |
| Marida Orazzo            | 25      | 24      | 6       | 111 | 475  | 30    | 31    | 23        | 63        | 36,5      | 16        | 47        | 34,0      | 17          | 27          | 63,0        | 19       | 31       | 50       | 1      | 4      | 35    | 22    | 10  | 75   | 3,26  | -3   |
| Danielle Hamilton-Carter | 13      | 12      | 10      | 98  | 278  | 35    | 36    | 39        | 73        | 53,4      |           |           |           | 20          | 37          | 54,1        | 29       | 32       | 61       |        | 4      | 28    | 6     | 2   | 85   | 0,67  | -20  |
| Stefania Trimboli        | 23      | 22      | 18      | 90  | 371  | 52    | 28    | 12        | 27        | 44,4      | 19        | 49        | 38,8      | 9           | 17          | 52,9        | 5        | 31       | 36       | 1      |        | 22    | 24    | 8   | 60   | 2,37  | 10   |
| Olbis Futo Andrè         | 22      | 21      | 4       | 85  | 330  | 25    | 31    | 31        | 71        | 43,7      |           |           |           | 23          | 40          | 57,5        | 47       | 54       | 101      | 6      |        | 25    | 20    | 1   | 137  | 3,61  | -4   |
| Valeria Trucco           | 27      | 27      | 12      | 83  | 462  | 39    | 13    | 26        | 68        | 38,2      | 8         | 25        | 32,0      | 7           | 9           | 77,8        | 16       | 76       | 92       | 5      | 6      | 29    | 13    | 5   | 76   | 0,51  | -11  |
| Florina Pașcalău         | 10      | 9       | 9       | 62  | 247  | 17    | 20    | 26        | 63        | 41,3      | 2         | 9         | 22,2      | 4           | 13          | 30,8        | 17       | 47       | 64       | 5      |        | 13    | 8     | 3   | 79   | 0,61  | -2   |
| Rachele Porcu            | 27      | 26      | 4       | 57  | 380  | 44    | 17    | 9         | 24        | 37,5      | 12        | 55        | 21,8      | 3           | 4           | 75,0        | 2        | 19       | 21       |        | 2      | 28    | 21    | 13  | -4   | 3,18  | 6    |
| Elisa Policari           | 22      | 21      | 7       | 42  | 248  | 28    | 15    | 6         | 35        | 17,1      | 7         | 22        | 31,8      | 9           | 16          | 56,2        | 6        | 22       | 28       | 2      | 2      | 24    | 5     | 4   | -9   | 2,63  | -15  |
| Clenia Noblet Salazar    | 4       | 4       | 4       | 31  | 117  | 8     | 8     | 9         | 30        | 30,0      | 2         | 7         | 28,6      | 7           | 8           | 87,5        | 4        | 20       | 24       |        | 2      | 12    | 4     |     | 18   | 13,92 | -8   |
| Elena Vella              | 24      | 19      | 2       | 10  | 171  | 24    | 5     | 3         | 14        | 21,4      | 0         | 7         | 0,0       | 4           | 7           | 57,1        | 4        | 15       | 19       |        | 1      | 9     | 3     | 1   | -17  | 4,35  | -5   |
| Clara Chicchisiola       | 26      | 14      | 1       | 2   | 56   | 4     | 1     | 1         | 2         | 50,0      | 0         | 5         | 0,0       |             |             |             |          | 3        | 3        |        | 1      | 6     | 1     | 2   | -8   | 0,04  | -3   |
| Luisa Rauti              | 1       | 1       |         |     | 1    |       |       |           |           |           |           |           |           |             |             |             |          |          |          |        |        |       |       |     |      | 0,00  |      |
| Giara Diouf              | 5       |         |         |     |      |       |       |           |           |           |           |           |           |             |             |             |          |          |          |        |        |       |       |     |      | 0,00  |      |